# Masacre de la familia San Román
La masacre de la familia San Román, también denominada por los medios de comunicación peruanos como Crimen de San Miguel o Asesinato en San Miguel, fue un tiroteo ocurrido el 6 de febrero de 2023 en el distrito de San Miguel, en Lima metropolitana, Perú. El ataque dejó seis personas muertas y un único sobreviviente. Todos los fallecidos eran miembros de dicha familia, entre los cuales se encontraban dos menores de edad.
El suceso tuvo lugar cuando los San Román se encontraban en su auto estacionados en el cruce de las avenidas Marina y Riva Agüero, frente al centro comercial Plaza San Miguel. En el auto viajaban Israel San Román Doroteo "La Tota" (40) y Estrellita Tapia Guerrero (37), ambos padres de familia contaban con antecedentes por estafa e intento de homicidio. En el auto se encontraban, además, los padres de La Tota, y los menores, de diez y doce años.

## Contexto
La familia se encontraba en la urbanización Pando, dentro del distrito de San Miguel. Este había sido calificado hasta 2020 por el Instituto de Defensa Legal como el más seguro de toda Lima.

## Desarrollo
Las víctimas se encontraban en un vehículo de color blanco y marca Honda Fit Aria, de placa A6N-411, propiedad del padre de La Tota cuando se dirigían a la Plaza San Miguel para realizar compras. El 30 de diciembre de 2022 San Román ya había sido atacado mediante un disparo a la cabeza, pero logró sobrevivir, como lo confirmó la Policía Nacional del Perú.
El vehículo de la familia fue interceptado por otro de color negro y marca Toyota a las 12:30 del medio día (hora peruana), en el que iban tres sujetos, presumiblemente sicarios, los cuales bajaron y dispararon indiscriminadamente contra el Honda. En tan solo veintiséis segundos, dos de los atacantes regresaron a su auto y salieron de la escena del crimen, mientras el tercero continuaba disparando para luego también huir. La población cercana acudió al vehículo de los San Román e intentaron socorrerlos; los dos niños presente fueron tendidos en una veredera de un parque frente al centro comercial en donde se les intentaba mantener con vida, hasta que fueron trasladados por efectivos de serenazgo y la ambulancia municipal del distrito a la clínica San Gabriel, en el cual se confirmaron sus fallecimientos.
Cuatro de las personas atacadas murieron en el acto y sólo los menores pudieron resistir por un corto periodo de tiempo las heridas. Las cámaras del municipio de San Miguel lograron grabar el suceso.

## Víctimas
Las víctimas fueron San Román Doroteo "La Tota", de cuarenta años, Estrellita Tapia Guerrero de 37 años y esposa de este, los hijos del matrimonio y los padres de San Román.
La Policía Nacional del Perú informó que hubo un sobreviviente del ataque, también hijo de San Román Doroteo, pero su nombre no fue revelado.

## Investigación
La PNP afirmó que la masacre fue un «ajuste de cuentas», y que el ataque era el quinto intento de asesinato contra esta familia. El auto negro fue encontrado en la zona llamada "Los Barracones" en el Callao, que es limítrofe con Lima, en esa misma ciudad fue capturado José Carlos Solari Pozu, de veintitrés años, quien manejo el mencionado auto.
El cuerpo policial Dirincri informó que se logró identificar a los otros autores, y que los implicados son parte de mafias de construcción civil lideradas por un sicario conocido como el "Loco Paul", dicho personaje también estaba implicado en casos de cobro de cupo en el cercado de Lima y la provincia constitucional del Callao. Además, "Loco Paul" tuvo vínculos en el pasado con Los malditos de Bayóvar.
A la fecha del 16 de febrero de 2023, se pudo capturar hasta 8 implicados en este crimen.